# AN/APG-77

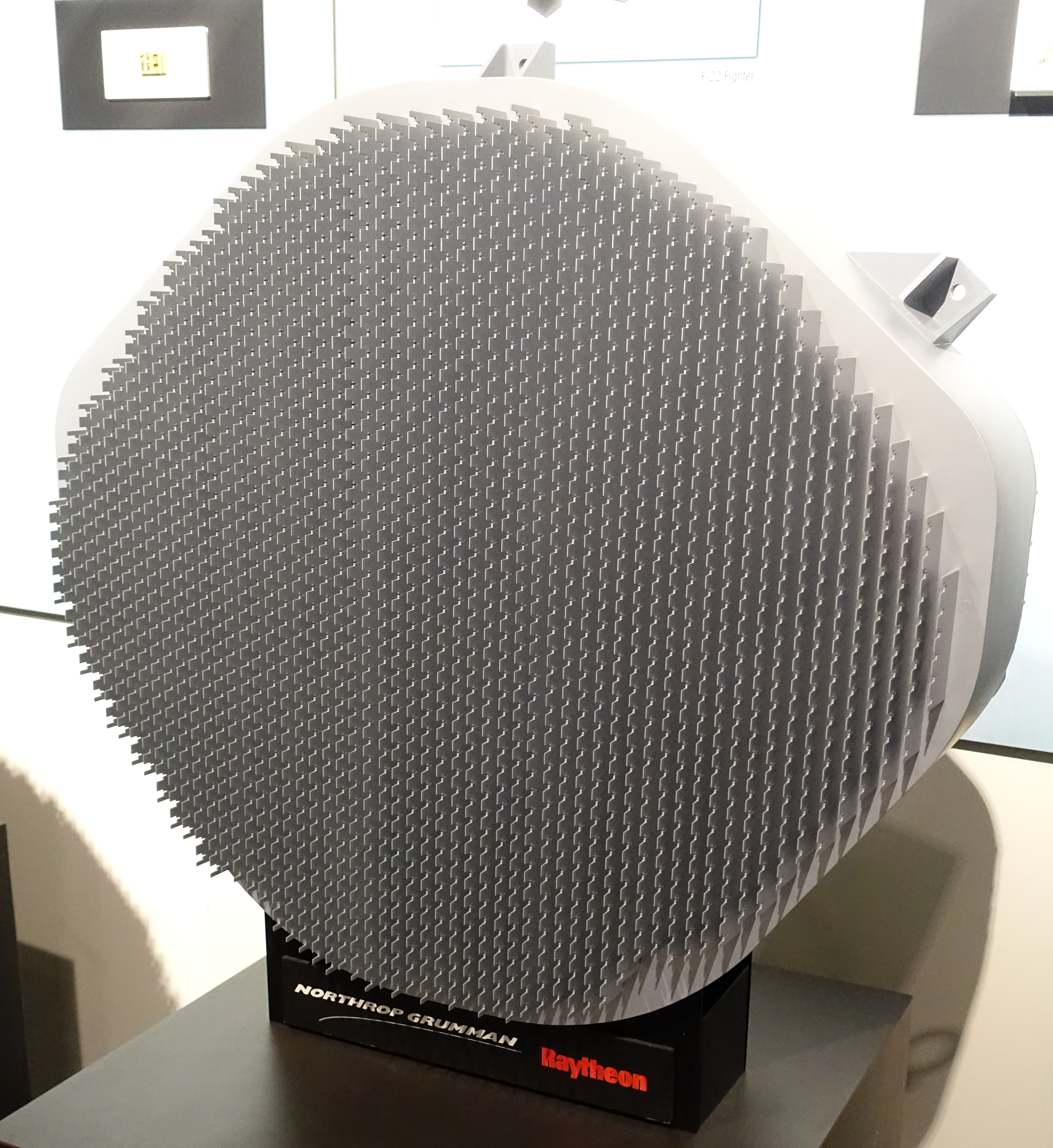

AN/APG-77은 레이시온사가 개발한 AESA(Active Electronically Scanned Array 한국어: 능동 전자주사식 위상배열) 레이다이다. 종래의 기계식 레이다처럼 송신부와 수신부가 따로 되어 회전하는 게 아니라 작은 송수신 통합 모듈 수천 개가 붙은 레이다 전반부가 고정된 형태에서 각종 기능을 수행한다. 아울러 회전하지 않더라도 충분한 영역을 커버할 수 있다. APG-77은 기계식에 비해 손색없는 정면으로부터 약 120도의 탐지범위를 갖고 있다. 또한 기계식과 달리 목표물이 탐지될 경우 아주 신속하게 소프트웨어의 작동만으로 전자적으로 레이다빔을 증가시키거나 방향을 전환시킬 수 있다. 고속기동하는 물체를 추적하는 능력도 훨씬 뛰어나다.
레이다의 전면부에 220개의 송수신 모듈(Transmitter-Receiver Module)이 부착되어 있는데 모듈 1개의 무게는 15g이지만 신호는 4W의 강력한 신호를 내뿜는다.
또한 이 레이다는 다른 레이다 전파를 역탐지할 수 있으며,AN/APG-77은 레이다가 상대에게 역탐지되지 않는 장점이 있다. 현재 F-22 랩터에 탑재되어 사용 중이다.

## 성능
- 모듈 소자 1,500개

## 같이 보기
- AN/APG-79
- AN/APG-65
- AN/APG-81
- CAPTOR-E
- RBE-2